# Ferdinando de Luca
Ferdinando de Luca (Serracapriola, 13 agosto 1785 – Napoli, 9 agosto 1869) è stato un geografo, matematico e politico italiano nel Regno delle Due Sicilie.

## Biografia
Deputato della Capitanata nel Parlamento napoletano del 1820, in cui fu uno dei quattro segretari dell'Assemblea, e del 1848 sotto Ferdinando II. 
Scrisse trattati di geografia fisica ed economica, di cosmografia, di metrologia e di analisi matematica, incrementandone lo studio presso il Politecnico di Napoli.
Quale riconoscimento ai suoi studi, nel 1839 l'ammiraglio ed esploratore Jules Dumont d'Urville diede il nome Isole de Luca alle isole che scoprì nel sud-ovest della Nuova Guinea.

## Opere (parziale)
- Geometria piana trattata con l'analisi geometrica degli antichi, Napoli, 1811.
- Trigonometria analitica trattata con l'analisi cartesiana a due coordinate, Napoli, 1811.
- I Nuovi elementi di geografia disposti secondo l'ordine naturale dell'insegnamento, Napoli, 1833.
- Istituzioni elementari di geografia naturale, topografica, politica, astronomica, fisica e morale ordinata con nuovo metodo in otto periodi, Napoli, 1838.